# Halvton
En halvton, eller ett halvtonsteg, är det minsta avståndet mellan två intilliggande toner i en diatonisk skala, till exempel mellan e och f eller mellan c och ciss. Om skalan är stämd till liksvävande temperatur motsvarar en halvton frekvensförhållandet {\displaystyle 2^{1/12}:1\approx 1,05946:1}; för övriga skalor finns ingen entydig stämning, utan avstånden mellan olika halvtonspar varierar, både inom skalan och mellan olika stämningar.